# Chandler (Oklahoma)
Chandler – miasto w Stanach Zjednoczonych, w stanie Oklahoma, w hrabstwie Lincoln.